# Netzausbaubeschleunigungsgesetz Übertragungsnetz
Das deutsche Netzausbaubeschleunigungsgesetz Übertragungsnetz (NABEG) soll der Beschleunigung des Ausbaus der länderübergreifenden und grenzüberschreitenden Höchstspannungsleitungen im Sinne des Energiewirtschaftsgesetzes dienen. Das Gesetz soll die Grundlage für einen rechtssicheren, transparenten, effizienten und umweltverträglichen Ausbau des Übertragungsnetzes sowie dessen Ertüchtigung darstellen.
Das Gesetz regelt vor allem die Bundesfachplanung für die Trassenkorridore und das Planfeststellungsverfahren. Demnach kann die Bundesregierung mit Zustimmung des Bundesrates die Bundesnetzagentur ermächtigen, die entsprechenden Planfeststellungsverfahren mit Antragskonferenzen, Anhörungsverfahren, Umweltverträglichkeitsprüfung (UVP) und Planfeststellungsbeschluss durchzuführen.
Mit dem am 17. Mai 2019 in Kraft getretenen Gesetz zur Beschleunigung des Energieleitungsausbaus hat der Gesetzgeber die Instrumente des Netzausbaus überarbeitet.  Mit dem neu hinzugefügten § 5a NABEG ist es seither möglich, auf die Bundesfachplanung zu verzichten. 